# Persone di nome Evan
| Questa pagina contiene informazioni ricavate automaticamente dalle voci biografiche con l'ausilio del template Bio e di un bot. L'aggiornamento è periodico e automatico e ricostruisce completamente la pagina. Se manca una persona in questa lista, sei pregato di non aggiungerla, ma accertati piuttosto che la sua voce biografica contenga il template Bio e che i dati anagrafici siano correttamente compilati. Se il template Bio manca, inseriscilo tu stesso o, in alternativa, metti l'avviso {{tmp\|Bio}} che ne segnala la mancanza. Se i dati riportati sono sbagliati, correggi direttamente la voce biografica; le modifiche saranno visibili in questa lista entro pochi giorni. Per chiarimenti vedi il progetto antroponimi. La lista contiene solo le 91 persone che sono citate nell'enciclopedia e per le quali è stato implementato correttamente il template Bio. Pagina aggiornata al 22 giu 2025. |

Questa è una lista di persone presenti nell'enciclopedia che hanno il nome Evan, suddivise per attività principale.

## Artisti marziali misti(1)
- Evan Tanner, artista marziale misto statunitense (Amarillo, n. 1971 - Palo Verde, † 2008)

## Attori(11)
- Evan Crooks, attore e modello statunitense (Fresno, n. 1994)
- Evan Ellingson, attore statunitense (La Verne, n. 1988 - San Bernardino, † 2023)
- Evan Evagora, attore australiano (Melbourne, n. 1996)
- Evan Handler, attore statunitense (New York, n. 1961)
- Evan Hofer, attore statunitense (Leavenworth, n. 1997)
- Evan Jones, attore statunitense (Austin, n. 1976)
- Evan Parke, attore giamaicano (Kingston, n. 1968)
- Evan Peters, attore statunitense (Saint Louis, n. 1987)
- Evan Ross, attore e musicista statunitense (Greenwich, n. 1988)
- Evan Sabara, attore statunitense (Torrance, n. 1992)
- Evan Williams, attore canadese (Swan Hills, n. 1985)

## Attori pornografici(1)
- Evan Stone, attore pornografico e regista statunitense (Dallas, n. 1964)

## Attrici(1)
- Evan Rachel Wood, attrice statunitense (Raleigh, n. 1987)

## Bassisti(1)
- Evan Brewer, bassista statunitense (Nashville, n. 1981)

## Bobbisti(1)
- Evan Weinstock, bobbista statunitense (Las Vegas, n. 1991)

## Calciatori(8)
- Evan Bush, calciatore statunitense (Concord Township, n. 1986)
- Evan Dimas, calciatore indonesiano (Surabaya, n. 1995)
- Evan Ferguson, calciatore irlandese (Bettystown, n. 2004)
- Evan Green, calciatore britannico (Eastbourne, n. 1993)
- Evan Mariano, calciatore beliziano (n. 1988)
- Evan Taylor, calciatore giamaicano (Savanna-la-Mar, n. 1989)
- Evan Whitfield, ex calciatore statunitense (Phoenix, n. 1977)
- Evan Williams, calciatore scozzese (Dumbarton, n. 1943 - Dumbarton, † 2025)

## Cantanti(2)
- Evan Seinfeld, cantante e bassista statunitense (New York, n. 1967)
- Evan Yo, cantante, compositore e musicista taiwanese (Taipei, n. 1986)

## Cantautori(2)
- Evan Dando, cantautore e chitarrista statunitense (Boston, n. 1967)
- Evan Taubenfeld, cantautore e chitarrista statunitense (Baltimora, n. 1983)

## Cestisti(11)
- Evan Battey, ex cestista statunitense (Los Angeles, n. 1998)
- Evan Bruinsma, cestista statunitense (New Era, n. 1992)
- Evan Eschmeyer, ex cestista statunitense (New Knoxville, n. 1975)
- Evan Fournier, cestista francese (Saint-Maurice, n. 1992)
- Evan Maxwell, cestista statunitense (Scranton, n. 1995)
- Evan McGaughey, cestista statunitense (Carthage, n. 1994)
- Evan Mobley, cestista statunitense (San Diego, n. 2001)
- Evan Ravenel, cestista statunitense (Tampa, n. 1989)
- Evan Smotrycz, ex cestista statunitense (Reading, n. 1991)
- Evan Turner, ex cestista e allenatore di pallacanestro statunitense (Chicago, n. 1988)
- Evan Yates, cestista statunitense (Cincinnati, n. 1991)

## Danzatori(1)
- Evan McKie, ballerino canadese (Toronto, n. 1983)

## Danzatori su ghiaccio(1)
- Evan Bates, danzatore su ghiaccio statunitense (Ann Arbor, n. 1989)

## Disc jockey(1)
- Bluetech, disc jockey e produttore discografico statunitense (San Diego, n. 1977)

## Fondisti(1)
- Evan Palmer-Charrette, ex fondista canadese (n. 1994)

## Fumettisti(1)
- Evan Dorkin, fumettista e animatore statunitense (Brooklyn, n. 1965)

## Giocatori di baseball(1)
- Evan Longoria, giocatore di baseball statunitense (Downey, n. 1985)

## Giocatori di calcio a 5(1)
- Evan Patros, giocatore di calcio a 5 e calciatore norvegese (n. 1989)

## Giocatori di football americano(12)
- Evan Boehm, giocatore di football americano statunitense (Lee's Summit, n. 1993)
- Evan Brown, giocatore di football americano statunitense (Southlake, n. 1996)
- Evan Dietrich-Smith, giocatore di football americano statunitense (Salinas, n. 1986)
- Evan Engram, giocatore di football americano statunitense (Powder Springs, n. 1994)
- Evan Neal, giocatore di football americano statunitense (Okeechobee, n. 2000)
- Evan Hull, giocatore di football americano statunitense (Maple Grove, n. 2000)
- Evan Mathis, ex giocatore di football americano statunitense (Birmingham, n. 1981)
- Evan McPherson, giocatore di football americano statunitense (Fort Payne, n. 1999)
- Evan Moore, giocatore di football americano statunitense (Brea, n. 1985)
- Evan Rodriguez, ex giocatore di football americano statunitense (Bronx, n. 1988)
- Evan Royster, ex giocatore di football americano statunitense (Fairfax, n. 1987)
- Evan Williams, giocatore di football americano statunitense (Los Gatos, n. 2001)

## Giornalisti(2)
- Evan Osnos, giornalista e scrittore statunitense (Londra, n. 1976)
- Evan Wright, giornalista statunitense (Cleveland, n. 1964 - Los Angeles, † 2024)

## Hockeisti su ghiaccio(1)
- Evan Kaufmann, hockeista su ghiaccio statunitense (Tonka Bay, n. 1984)

## Imprenditori(2)
- Evan George Mackenzie, imprenditore e mecenate scozzese (Firenze, n. 1852 - Genova, † 1935)
- Evan Spiegel, imprenditore statunitense (Los Angeles, n. 1990)

## Marciatori(1)
- Evan Dunfee, marciatore canadese (Richmond, n. 1990)

## Matematici(1)
- Evan Tom Davies, matematico gallese (Pencader, n. 1904 - Waterloo, † 1973)

## Musicisti(2)
- Evan Lurie, musicista e compositore statunitense (Minneapolis, n. 1954)
- Evan Parker, musicista e compositore britannico (Bristol, n. 1944)

## Nuotatori(1)
- E.T. Jones, nuotatore britannico (Holbeck, n. 1850 - Leeds, † 1904)

## Pallavolisti(2)
- Evan Barry, pallavolista statunitense (San Diego, n. 1990)
- Evan Patak, pallavolista statunitense (Santa Maria, n. 1984)

## Pattinatori artistici su ghiaccio(1)
- Evan Lysacek, ex pattinatore artistico su ghiaccio statunitense (Chicago, n. 1985)

## Politici(2)
- Evan Jenkins, politico statunitense (Huntington, n. 1960)
- Evan Mecham, politico statunitense (Duchesne, n. 1924 - Phoenix, † 2008)

## Rapper(1)
- E-Dubble, rapper statunitense (Filadelfia, n. 1982 - Filadelfia, † 2017)

## Sceneggiatori(4)
- Evan Dunsky, sceneggiatore e produttore televisivo statunitense (Chicago, n. 1957)
- Evan Goldberg, sceneggiatore, regista e produttore cinematografico canadese (Vancouver, n. 1982)
- Evan Jones, sceneggiatore giamaicano (Parrocchia di Portland, n. 1927 - Shrewsbury, † 2012)
- Evan Spiliotopoulos, sceneggiatore greco (Grecia, n. 1973)

## Sciatori alpini(1)
- Evan Weiss, ex sciatore alpino statunitense (n. 1984)

## Sciatori freestyle(2)
- Evan Klufts, sciatore freestyle e ex sciatore alpino francese (Cluses, n. 1997)
- Evan McEachran, sciatore freestyle canadese (Oakville, n. 1997)

## Scrittori(4)
- Evan S. Connell, scrittore e poeta statunitense (Kansas City, n. 1924 - Santa Fe, † 2013)
- Evan Gershkovich, scrittore e giornalista statunitense (Princeton, n. 1991)
- Evan X Hyde, scrittore, giornalista e politico beliziano (Belize City, n. 1947)
- Ed McBain, scrittore e sceneggiatore statunitense (New York, n. 1926 - Weston, † 2005)

## Siepisti(1)
- Evan Jager, siepista e mezzofondista statunitense (Algonquin, n. 1989)

## Tennisti(2)
- Evan King, tennista statunitense (Chicago, n. 1992)
- Evan Noel, tennista britannico (Stanmore, n. 1879 - Kensington, † 1928)

## Tenori(1)
- Evan Gorga, tenore italiano (Brocco, n. 1865 - Roma, † 1957)

## Tuffatori(1)
- Evan Stewart, ex tuffatore zimbabwese (Salisbury, n. 1975)

## Wrestler(1)
- Evan Karagias, wrestler statunitense (Gastonia, n. 1973)